# Burg Longuich
Die Burg Longuich, auch Alte Burg genannt, ist ein Burghaus in der Maximinstraße, Ecke Burgstraße in Longuich im Landkreis Trier-Saarburg in Rheinland-Pfalz.

## Geschichte
Die Ortsburg wurde von Ritter Platt von Longuich als Wohnburg erbaut und 1360 als Lehen der Reichsabtei St. Maximin erwähnt. Nachdem die Burg im 15. Jahrhundert baufällig war erhielt 1496 Platt von Longuich von Erzbischof und Kurfürst Johann II zu Trier die Erlaubnis zur Befestigung des Hauses und rüstete es mit Erkern und Umlauf im spätgotischen Stil aus. Im Erbgang gelang das Haus an die Herren von Bentzerath, von Geispitzheim, von Laudolph, Merl von Retenich und andere. 1666 wird die Burg wegen Streitigkeiten der Besitzer vor dem Rittergericht geteilt und 1696 verleiht Abt Alexander Adam von Retenich das Kelterrecht.
Nachdem Ende des 18. Jahrhunderts die Abtei Sankt Maximin die Alte Burg gekauft hatte, wurde 1790 das dritte Geschoss abgebrochen und ein Satteldach aufsetzt und erhielt damit ihr heutiges Aussehen. Seit der Säkularisation 1803 wurde nach Verkauf an die Familie Mertes ab 1812 die eine Hälfte des Burghauses landwirtschaftlich genutzt und zu einem Wohnhaus im Stil des 19. Jahrhunderts umgestaltet. Die Westseite ist im Besitz von Familie Schlöder. Sie wurde zunächst als Ölmühle genutzt. Insgesamt weist die Westseite noch die originale Raumaufteilung von 1496 auf und wurde ab 1983 in verschiedenen Schritten restauriert. Heute wird die Burg auf der Ostseite gastronomisch genutzt, während die Westseite ein Weingut beherbergt.

## Anlage
Die spätgotische Alte Burg ist ein seltenes Zeugnis mittelalterlicher adliger Eigenbefestigungen in ländlichen Gebieten. Die geschichtliche Qualität und die künstlerische Ausgestaltung der spätgotischen Räumlichkeiten sowie die spätgotische Außenfassade wurden bei den folgenden Umbauten erhalten. Nach der Säkularisation wurde die Alte Burg durch zwei Familien erworben.

Südwest-Fassade mit Fenstergewänden und Dreipassen in geradem Sturz in Trierer Spätgotik im Westteil (links)